# 빅토리아 데 로스앙헬레스
빅토리아 데 로스앙헬레스 로페스 가르시아(스페인어: Victoria de los Ángeles López García, 1923년 11월 1일 ~ 2005년 1월 15일)는 스페인의 소프라노이다. 1950년대 중반부터 1960년대 중반 사이에 명성을 얻었다.

## 생애
빅토리아 데 로스앙헬레스는 1923년 11월 1일에 바르셀로나에서 바르셀로나 대학교에서 수위로 근무했던 베르나르도 로페스 고메스와 경비원으로 근무했던 빅토리아 가르시아 부부의 딸로 태어났다. 바르셀로나 음악원에서 돌로레스 프라우로부터 성악을 배웠고 그라시아노 타라고로부터 기타를 배웠다. 18세 시절이던 1941년에 바르셀로나 음악원을 졸업했다. 1941년에 스페인 바르셀로나에 위치한 리세우 대극장에서 열린 《라 보엠》 공연에서 미미 역할을 맡으면서 데뷔했다. 1945년에 리세우 대극장으로 복귀했고 《피가로의 결혼》 공연에서 백작부인 역할을 맡으면서 프로 무대에 데뷔했다.
1947년에 제네바 국제 음악 콩쿠르에서 우승을 차지했고 1948년에 영국 런던에서 영국 방송 협회(BBC)와 함께 진행한 마누엘 데 파야의 《짧은 인생》 공연에서 살루드 역할을 맡았다. 특히 그라시아노 타라고와 그의 딸이자 기타 연주자인 레나타 타라고의 초기 음반들 가운데 상당수를 녹음했다. 특히 어린 시절에는 오페라의 콜로라투라 부분을 담당하기도 했다. 빅토리아 데 로스앙헬레스의 오페라 출연 빈도는 시간이 지나면서 줄어들었지만 1990년대 멕시코의 작곡가인 살바도르 모레노 만사노가 지은 나우아틀어 가사와 함께 프랑스, 독일, 스페인의 예술적인 노래에 초점을 맞춘 리사이틀을 계속했다.
1949년에는 프랑스 파리에 위치한 오페라 가르니에에서 열린 오페라 《파우스트》 공연에서 마르게리트 역할을 처음 맡았다. 1950년에는 오스트리아 잘츠부르크 음악제, 영국 런던에 위치한 로열 오페라 하우스, 코번트가든을 통해 데뷔했고 같은 해에 미국 카네기 홀에서 리사이틀 과정을 통해 데뷔했다. 1951년 3월에는 미국 뉴욕 메트로폴리탄 오페라에서 데뷔한 이후에 10년 동안에 걸쳐 활동했다. 1952년에는 아르헨티나 부에노스아이레스에 위치한 테아트로 콜론에 진행된 《나비부인》 공연에서 주연을 맡았고 1979년까지 부에노스아이레스를 여러 차례 방문했다. 1950년부터 1956년까지 이탈리아 밀라노에 위치한 스칼라 극장에서 활동했고 1957년에는 오스트리아 빈 국립 오페라 극장에서 활동했다.
1961년에는 바이로이트 축제에서 진행된 《탄호이저》의 엘리자베트 역할을 맡으면서 콘서트 경력을 쌓았다. 하지만 빅토리아 데 로스앙헬레스는 20년 동안에 걸쳐 자신이 좋아했던 오페라 가운데 하나인 《카르멘》에 계속해서 출연했다. 빅토리아 데 로스앙헬레스는 스페인 출신 오페라 가수들 중에서는 최초로 완성된 오페라를 녹음한 가수들 가운데 한 사람이었는데 1958년에 토머스 비첨이 녹음을 담당하고 조르주 비제가 사망한 이후에 에르네스트 지로가 추가한 악보들을 기반으로 하여 제작되었다. 제임스 힌턴 주니어는 1954년에 《세비야의 이발사》에서 로시나의 특징을 위해 사용했던 호기심이 많은 수단들을 높이 평가했다.
빅토리아 데 로스앙헬레스는 (거의 문자 그대로) 관습적인 의미에서 '효과적인' 것은 전혀 하지 않습니다. 그는 빠르게 그런 엄청난 희한한 사람들 중 한 명이 되어가고 있습니다. 모든 사람들로 하여금 그의 특성을 믿게 만드는 성격이지만 그 점에서도 흠이 있습니다. 왜냐하면 그는 항상 똑같은 성격을 갖고 있고 정말 아무런 특징도 제시하지 않기 때문입니다. 하지만 청중들은 이것이 그가 서로 다른 성격의 옷을 입고 있다는 것이 틀림없다고 생각합니다.

빅토리아 데 로스앙헬레스는 피아노 연주자인 제럴드 무어, 제프리 파슨스와 함께 정기적인 노래 리사이틀에 출연했으며 가끔씩 엘리자베트 슈바르츠코프, 디트리히 피셔디스카우와 같은 유명한 가수들과 함께 출연하기도 했다. 스페인의 피아노 연주자인 알리시아 데 라로차와의 전설적인 리사이틀을 가졌고 68세 시절에는 1992년 바르셀로나 하계 올림픽 공연에 출연하기도 했다.
빅토리아 데 로스앙헬레스는 《라 보엠》, 《나비부인》, 《팔리아치》 등의 음반을 발표하면서 호평을 받았는데 이들 작품은 스웨덴 출신의 테너인 유시 비엘링과의 인연을 맺기도 했다. 빅토리아 데 로스앙헬레스는 유시 비엘링의 독특한 재능에 감사를 표했다고 한다. 피터 로버츠는 빅토리아 데 로스앙헬레스의 전기에서 "빅토리아 데 로스앙헬레스는 기술적인 발전에도 불구하고 유시 비엘링의 음반들 중에서 어느 것도 유시 비엘링의 목소리에서 나오는 진정한 소리를 남에게 주지 않았습니다. 그것은 그가 남긴 녹음에서 들을 수 있는 것보다 훨씬 더 아름다운 목소리였습니다."라고 평가했다. 1994년에는 프랑스 정부가 빅토리아 데 로스앙헬레스에게 레지옹 도뇌르 슈발리에 훈장을 수여했다.

## 사생활
빅토리아 데 로스앙헬레스는 1948년에 엔리케 마그리나와 결혼했다. 빅토리아 데 로스앙헬레스는 엔리케 마그리나와의 사이에서 아들 2명을 출산했는데 아들 1명이 빅토리아 데 로스앙헬레스보다 먼저 사망했다. 빅토리아 데 로스앙헬레스는 2005년 1월 15일에 자신의 고향인 바르셀로나에서 호흡기 질환으로 인해 향년 81세를 일기로 사망했는데 2004년 12월 31일부터 기관지 감염증으로 인해 병원에 입원했었다.

## 승인
영국의 《타임스》에 게재된 빅토리아 데 로스앙헬레스의 부고 기사에서는 빅토리아 데 로스앙헬레스가 20세기 후반의 위대한 가수들 가운데 한 사람으로 여겨져야 한다고 언급했다. 제임스 힌턴 주니어는 "녹을 정도로 사랑스러운 중간 목소리"라고 평가했다. 영국의 음악학자인 엘리자베스 포브스는 영국의 《인디펜던트》에 게재된 글을 통해 "빅토리아 데 로스앙헬레스의 전성기였던 1950년대와 1960년대 초반에 빅토리아 데 로스앙헬레스보다 더 순수하고 아름다운 목소리를 상상하는 것은 불가능하다."라고 평가했다. 빅토리아 데 로스앙헬레스는 2007년에 BBC 뮤직 매거진이 발표한 "모든 시대의 20대 소프라노"에서 마리아 칼라스, 조앤 서덜랜드에 이어 3위를 차지했다.